# 條尾燕魟
菱鳶魟（学名：Aetoplatea zonura）为軟骨魚綱燕魟目燕魟科的一種。

## 分布
本魚分布於東印度洋及中西太平洋區，包括中國、台灣、印度、印尼、馬來西亞、菲律賓、新加坡、泰國、越南等海域。该物种的模式产地在Plagiost。

## 深度
水深28至37公尺。

## 特徵
本魚體呈菱形，胸鰭前部分化為吻下鰭，位於頭前中部，在吻端下方成一單葉；吻下鰭與胸鰭在頭側分離。尾細長如鞭，具黑白鄉間的橫紋，有棘1枚，棘前有一背鰭。尾部背腹面正中線各有一稜脊。體光滑無鱗，體背面暗褐色，密部黃色斑點，腹面白色。體長可達106公分。

## 生態
本魚活動力差，通常將身體埋於沙泥中，僅露出雙眼和呼吸孔，或利用胸鰭做波浪狀的運動而貼游於底層水域。屬肉食性，以小魚、甲殼類及軟體動物為食。卵胎生。尾部有硬棘，易傷人。

## 經濟利用
食用魚，但味腥重，經濟價值較差。

## 扩展阅读
- Froese, R. & Pauly, D. (eds.) (2011). Aetoplatea zonura. FishBase. Version 2011-12.
- 台灣魚類資料庫 （页面存档备份，存于）